# Le Madawaska
 (mai 2023).
Si vous disposez d'ouvrages ou d'articles de référence ou si vous connaissez des sites web de qualité traitant du thème abordé ici, merci de compléter l'article en donnant les références utiles à sa vérifiabilité et en les liant à la section « Notes et références ».
Pour les articles homonymes, voir Madawaska (homonymie).
Le Madawaska est un journal hebdomadaire francophone publié le mercredi au Nouveau-Brunswick (Canada). Fondé en 1902, il disparaît en 1906 mais reparaît en 1913. Aujourd'hui, son éditeur est Brunswick News et sa distribution correspond à la partie néo-brunswickoise du Madawaska.